# Zwota (Fluss)
Die Zwota, in Böhmen Zwodau, auch Zwotau (tschechisch Svatava), ist ein linker Nebenfluss der Eger in Deutschland und Tschechien.

## Verlauf
Der Fluss entspringt als Zwotawasser (von den Bewohnern der Umgegend Kleine Zwota genannt) östlich der Kärnerstraße auf Gunzener Flur und vereinigt sich zwischen Zwotental und Oberzwota mit dem deutlich größeren Wolfsbach, der zwischen Schöneck/Vogtl. und Kottenheide entspringt. Ab hier heißt der Bach bis zur tschechischen Grenze Zwota.
Das Tal der Zwota verläuft dann in östliche Richtung zwischen dem Wolfsberg (771 m) im Norden und dem Hohen Brand. Entlang des Flusses erstrecken sich die Orte Oberzwota, Zechenbach, Zwota und Klingenthal, wo die Brunndöbra zufließt. Unterhalb der Einmündung wird das fortan nach Südost fließende Gewässer als Zwodau bzw. Zwotau bezeichnet und bildet für anderthalb Kilometer die Staatsgrenze zwischen Sachsen und Tschechien, bevor es in einem tief eingeschnittenen Tal durch den böhmischen Teil des Erzgebirges fließt. Entlang der Zwodau liegt die Stadt Kraslice (deutsch Graslitz), hernach geht der Lauf durch das Annatal bis Anenské Údoli (Annathal) und in mehreren Flussschleifen über Hory (Horn), Oloví (Bleistadt), Hřebeny (Hartenberg) sowie Luh (Werth) in das Braunkohlenrevier des Falkenauer Beckens. Oberhalb von Hřebeny befindet sich die Burg Hartenberg. Diese ist die einzige Burg am Lauf der Zwodau. Am Unterlauf der Zwodau befinden sich die Orte Davidov und Svatava (Zwodau). Nach 41 km mündet die Svatava in Sokolov (Falkenau) in die Eger.

## Name
Erstmals wird das Gewässer als Zvatowa in der Weiheurkunde der Plauener St. Johanniskirche von 1122 erwähnt, darin ist sie Teil der Grenze des zugehörigen Kirchsprengels, des Dobnagaus, und damit gleichzeitig Südgrenze des Bistums Naumburg. Ebenso wird die Zwota als Zuata in den Grenzbeschreibungen des Schönbacher Ländchens von 1181 und 1185 erwähnt, hier bildet sie die Ostgrenze der Besitzungen des Klosters Waldsassen. Die Wortbedeutung könnte, in Anspielung auf die Grenzfunktion zwischen den Bistümern, von tschechisch Svatý = heilig abgeleitet sein, auch die Übersetzung Grenzwasser von sorbisch Suwoda wurde vorgeschlagen.

## Zuflüsse
- Siebenbuchenbächel (l), Oberzwota
- Zechenbach (l), Zwota
- Hüttenbach (r), Zwota
- Glasbach (l), Zwota
- Klausenbach (l), Klingenthal
- Dürrenbach (l), Klingenthal
- Brunndöbra (l), Klingenthal
- Hraniční potok (Markhausener Bach) (r), Hraničná (Markhausen)
- Quittenbach (Grenzbach) (l),
- Bublavský potok (Schwaderbach) (l), Kraslice (Graslitz)
- Stříbrný potok (Silberbach) (l), Kraslice (Graslitz)
- Kamenný potok (Steinbach) (r), Kraslice (Graslitz)
- Smolenský potok (Pechbach) (l)
- Sněženský potok (r)
- Mezní potok (r),  Anenské Údoli (Annathal)
- Rotava (Rothau) (l), Anenské Údoli (Annathal)
- Novohorský potok (l), Nové Hory
- Hluboký potok (l), Hřebeny (Hartenberg)
- Dolinský potok (Lochbach) (r), Hřebeny (Hartenberg)
- Radvanovský potok (Zeidlbach) (r), Davidov (Davidsthal)
- Lomnický potok (Lanzbach) (l), Svatava  (Zwodau)

## Bilder

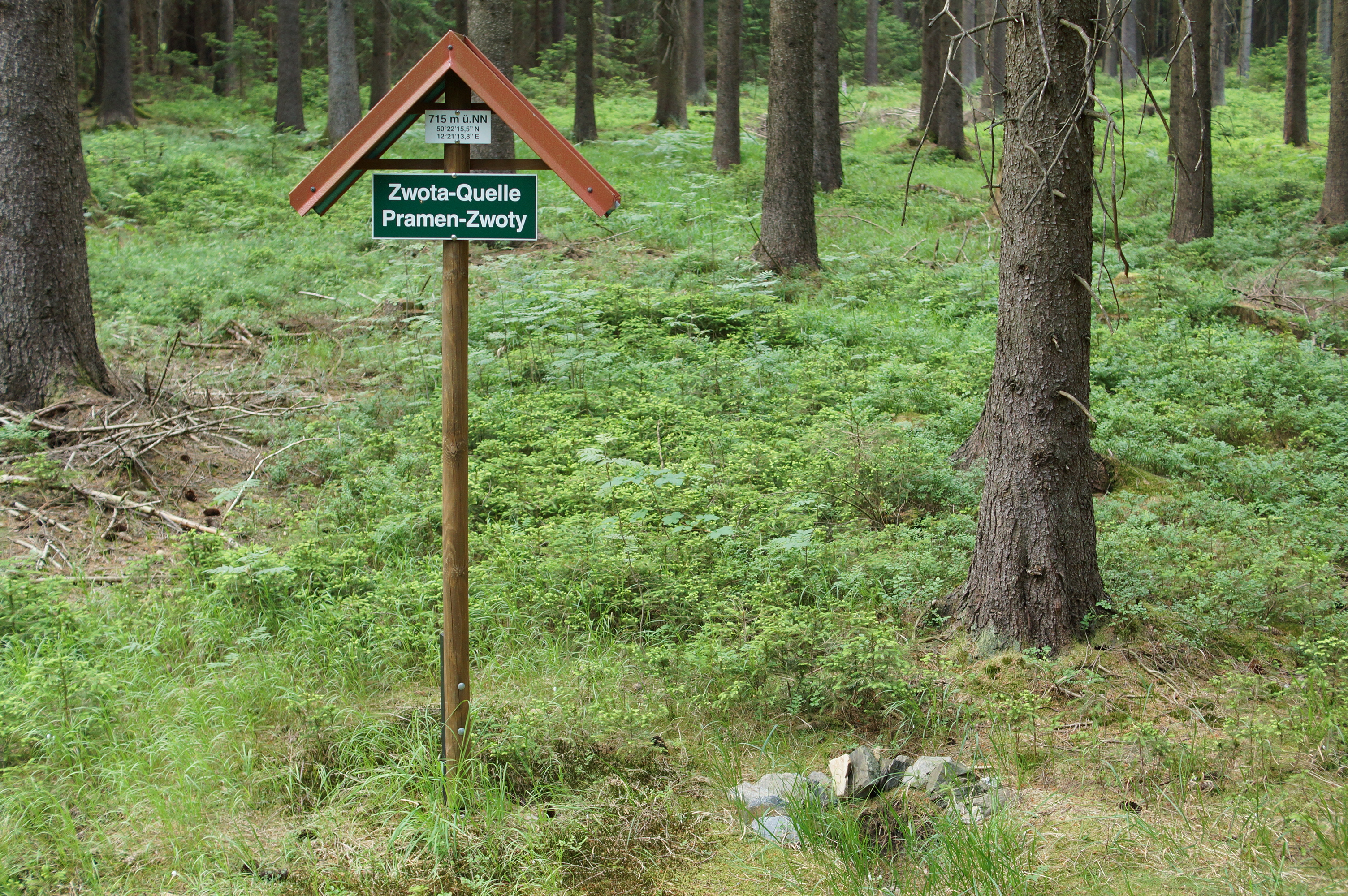
Quelle des Zwotawassers (Kleine Zwota) nahe der Kärnerstraße bei Gunzen
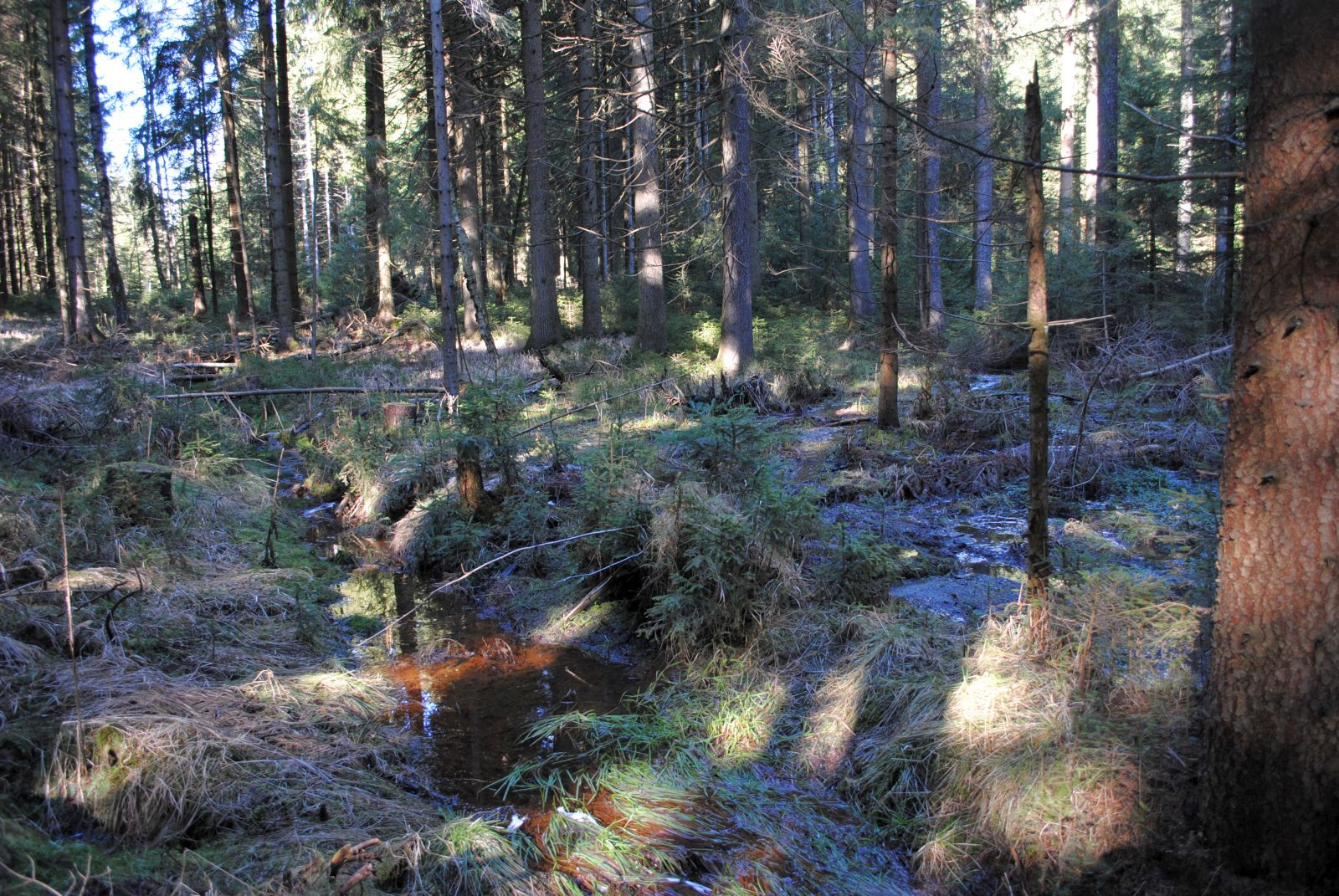
Wolfsbachquelle unterhalb von Schöneck
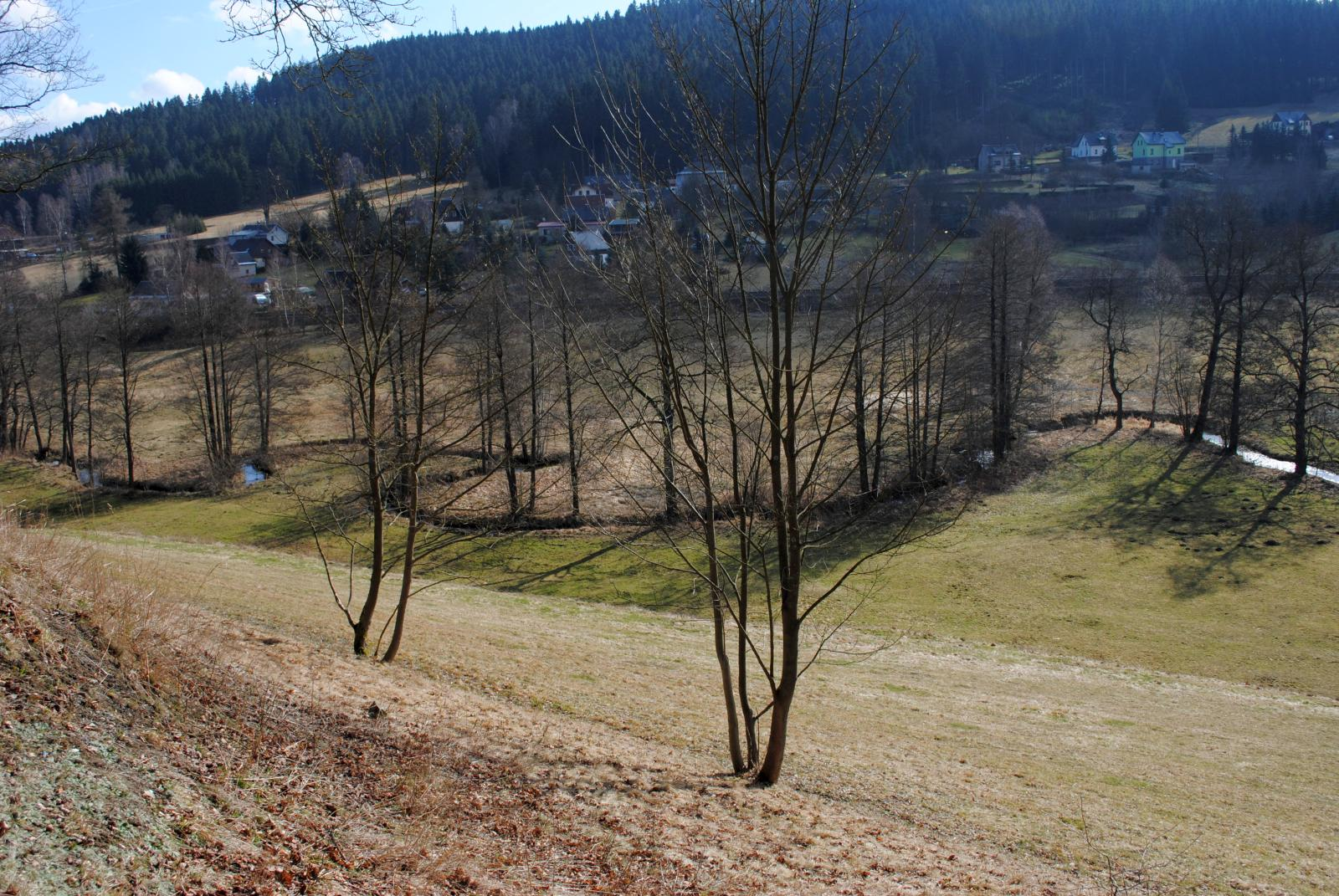
Verlauf der Zwota in Oberzwota
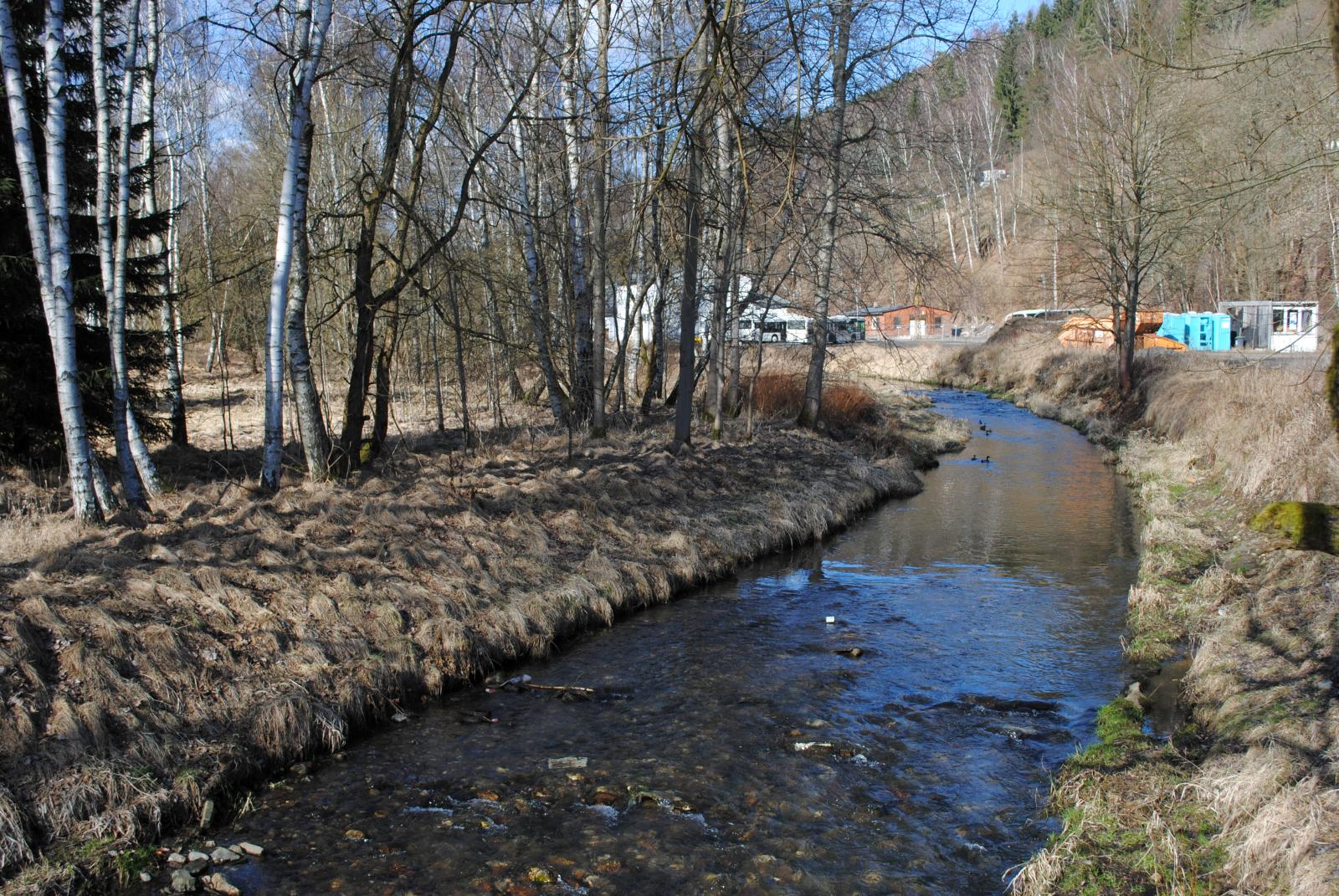
die Zwota an der Grenze zu Tschechien
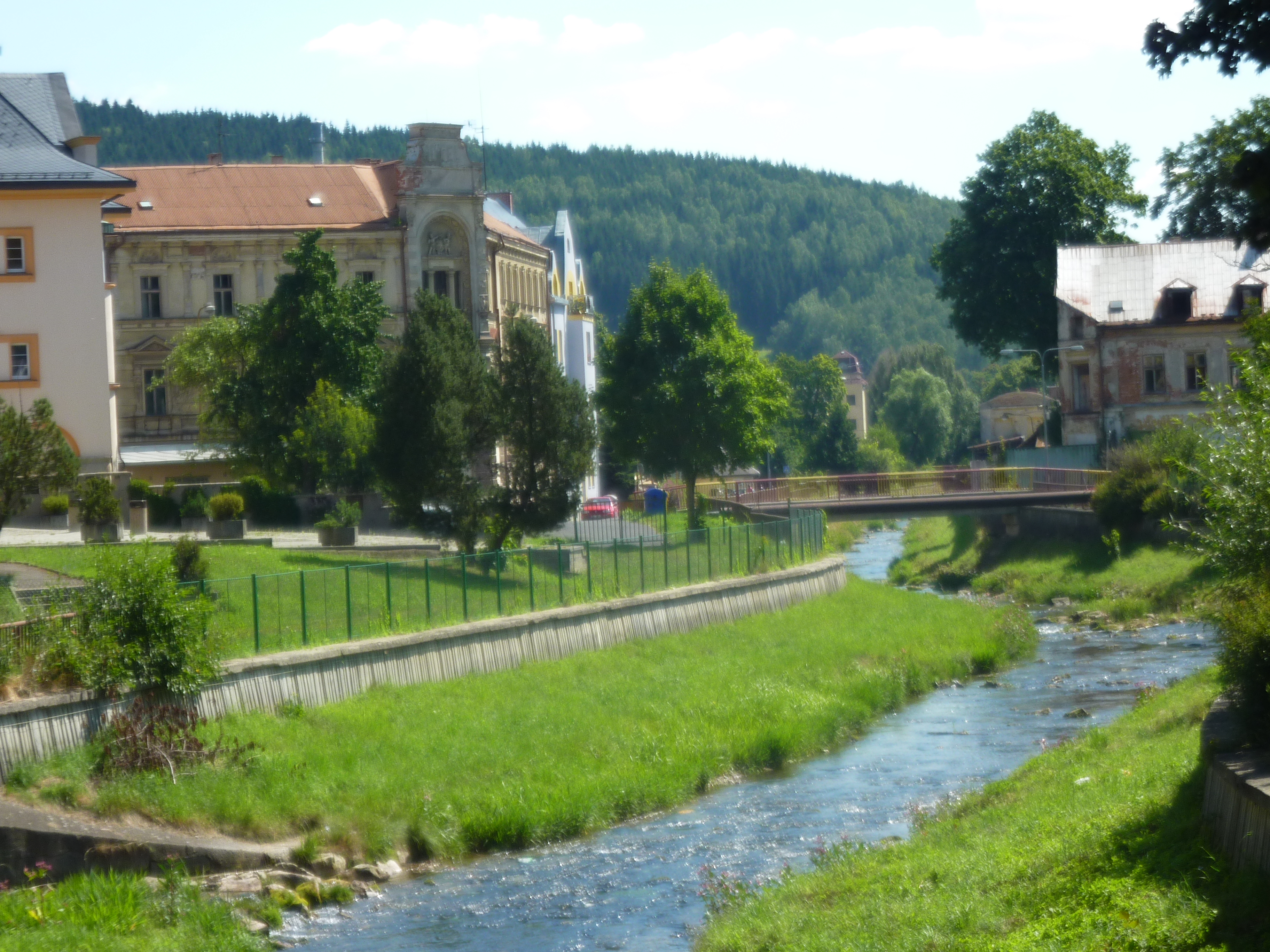
in Kraslice
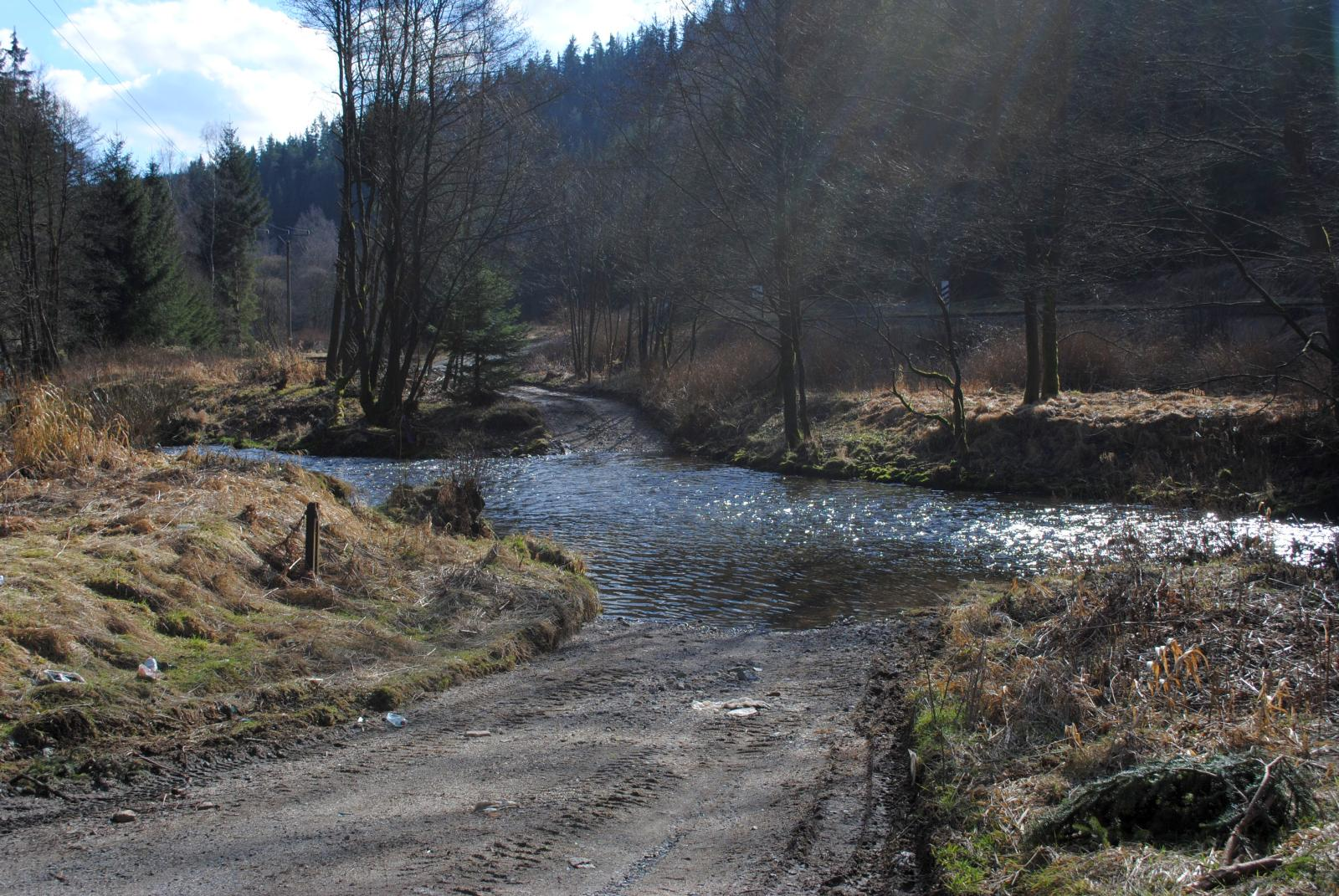
Furt durch die Zwota nach Kraslice
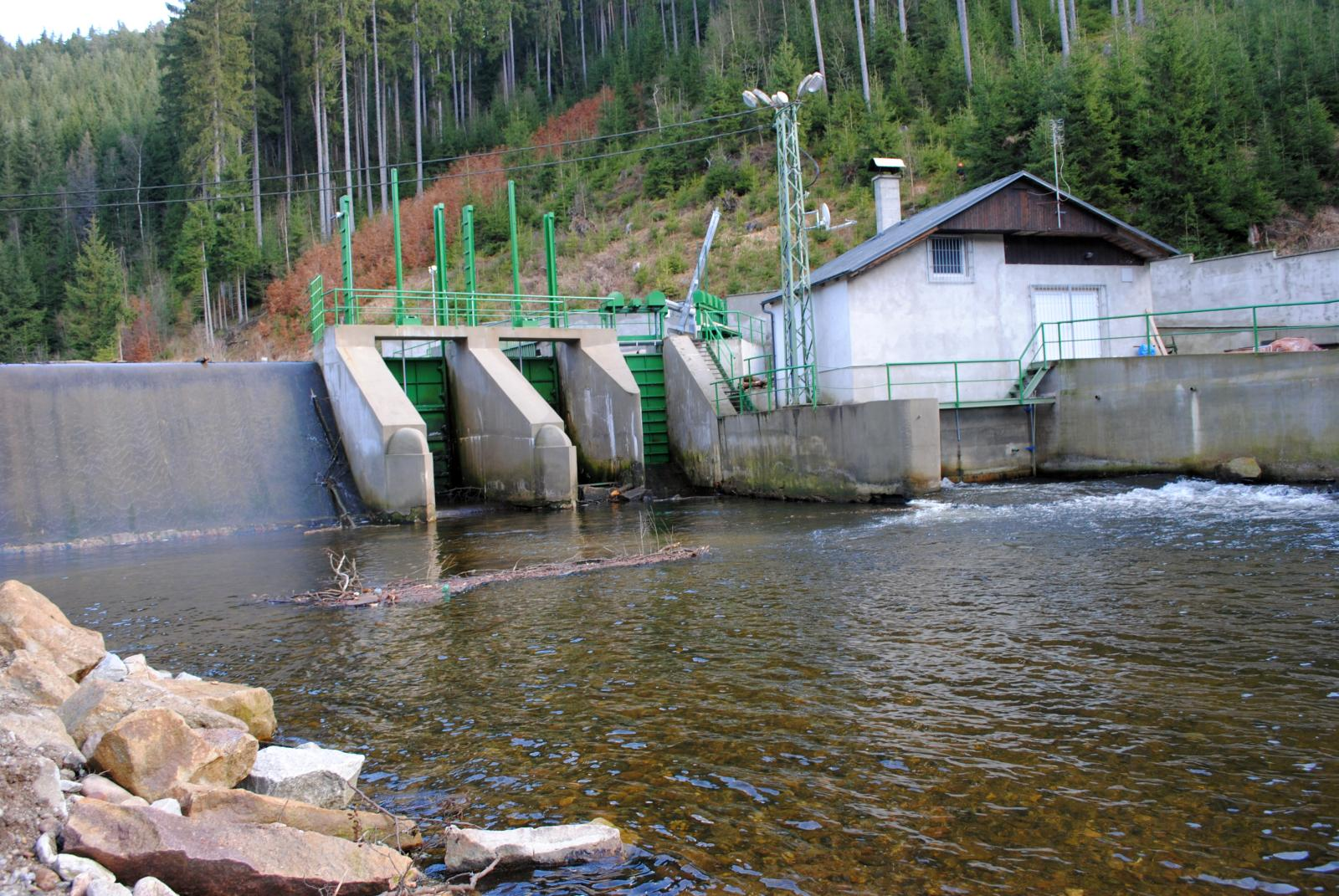
kleines Wasserkraftwerk zwischen Kraslice und Oloví
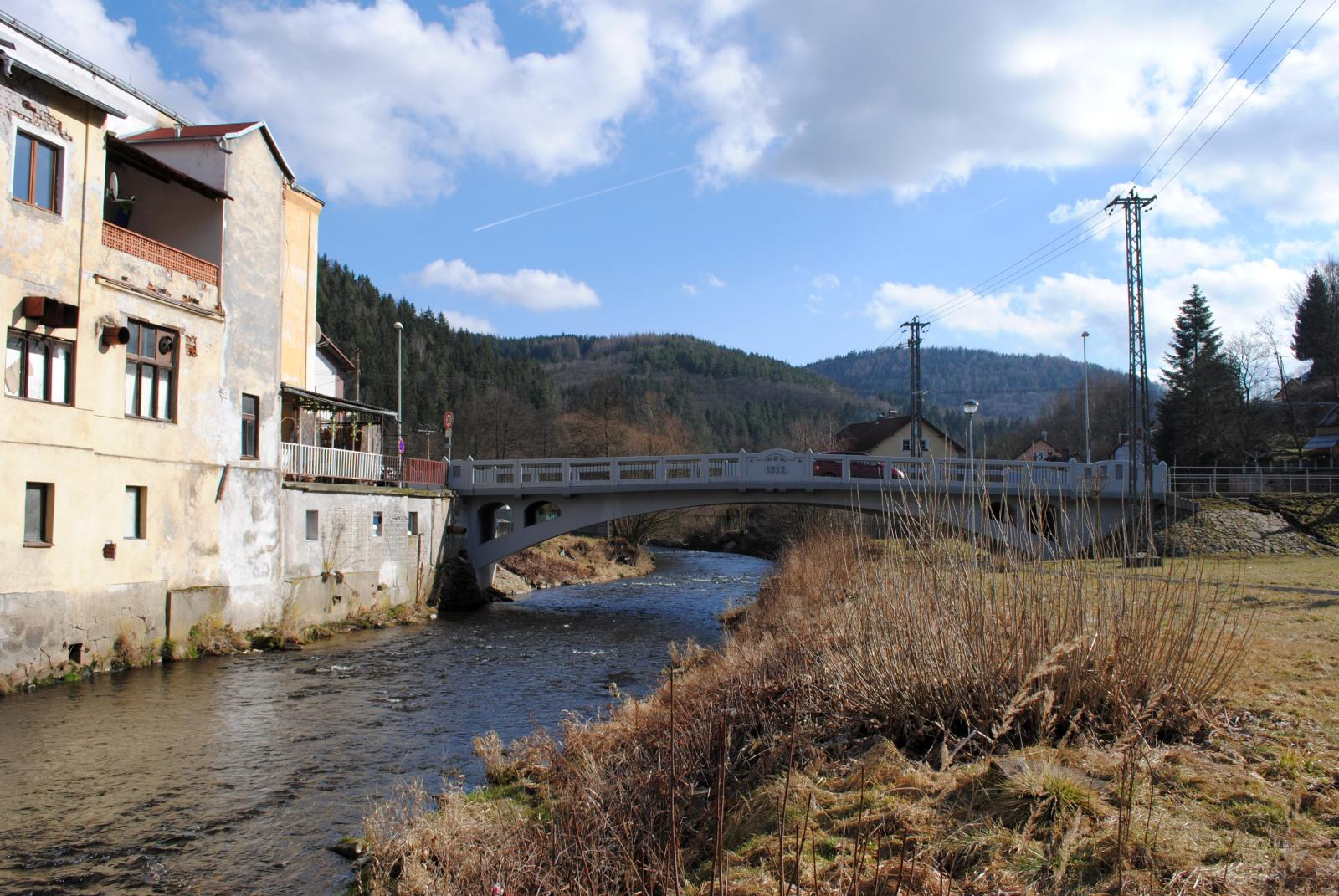
große Brücke in Oloví
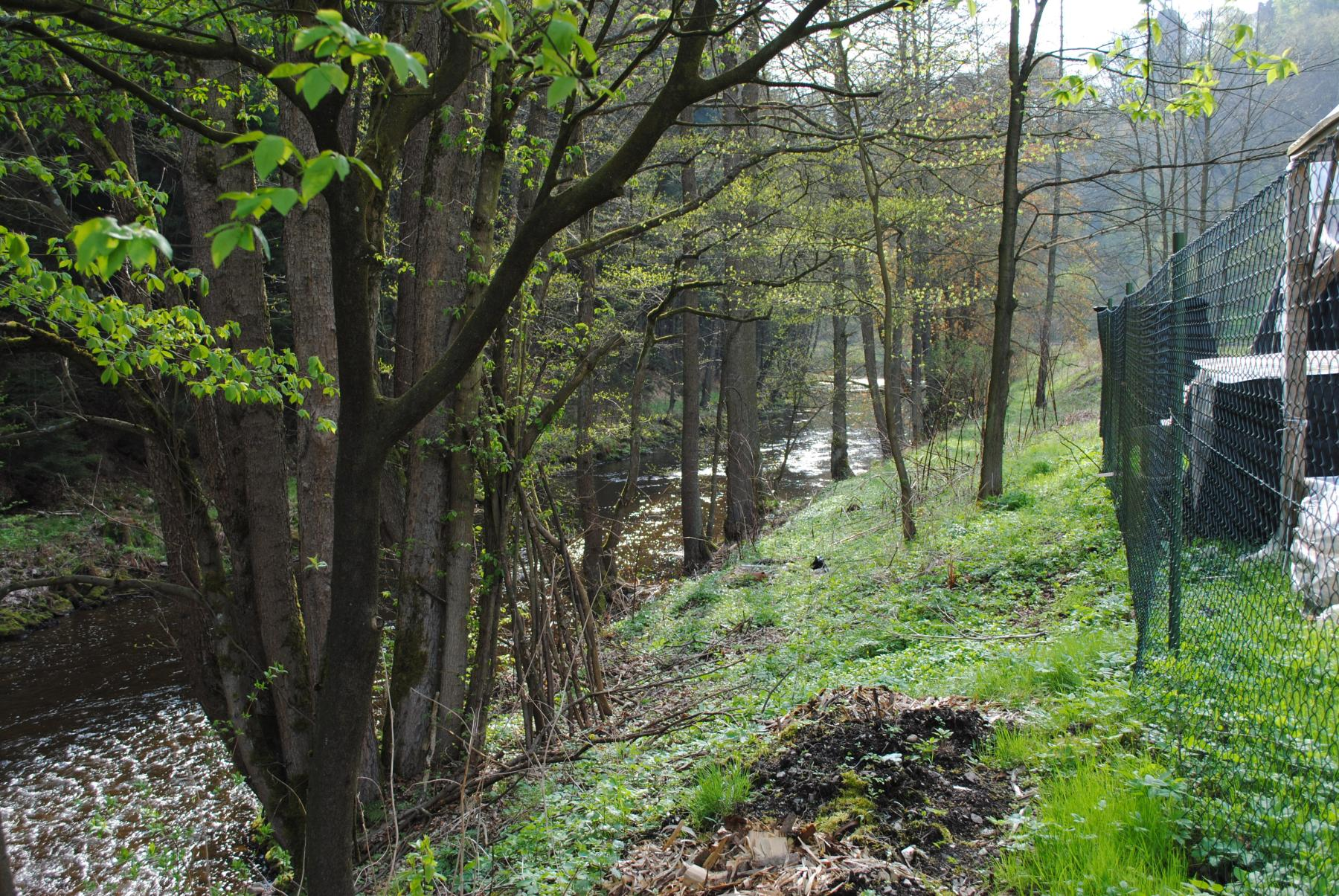
unterhalb der Burg Hartenberg

## Besonderheiten
Das Zwotatal stellte einen wichtigen Verkehrsweg durch das Erzgebirge dar. Neben Straßen führt auch eine Eisenbahnverbindung von Zwickau über Zwotental, Klingenthal und Kraslice entlang des Flusses nach Sokolov.
- Bahnstrecke Zwotental–Klingenthal
- Bahnstrecke Sokolov–Klingenthal

Im Jahre 1893 wurde der Unterlauf des Flusses reguliert.